# الیکوتسا
الیکوتسا (به لاتین: Allikotsa) یک روستا در استونی است که در شهرستان لنه واقع شده‌است.